# Desmiphora longipilis
Desmiphora longipilis är en skalbaggsart som först beskrevs av Fisher 1926.  Desmiphora longipilis ingår i släktet Desmiphora och familjen långhorningar.
Artens utbredningsområde är Kuba. Inga underarter finns listade i Catalogue of Life.